# 琼岛羊蹄甲
琼岛羊蹄甲（学名：Bauhinia ornata var. austrosinensis）为豆科羊蹄甲属下的一个变种。

## 扩展阅读
- 維基物種上的相關：琼岛羊蹄甲